# Chlamydomonas submarina
Chlamydomonas submarina là một loài tảo trong họ Chlamydomonadaceae, thuộc chi Chlamydomonas.